# 庾翼

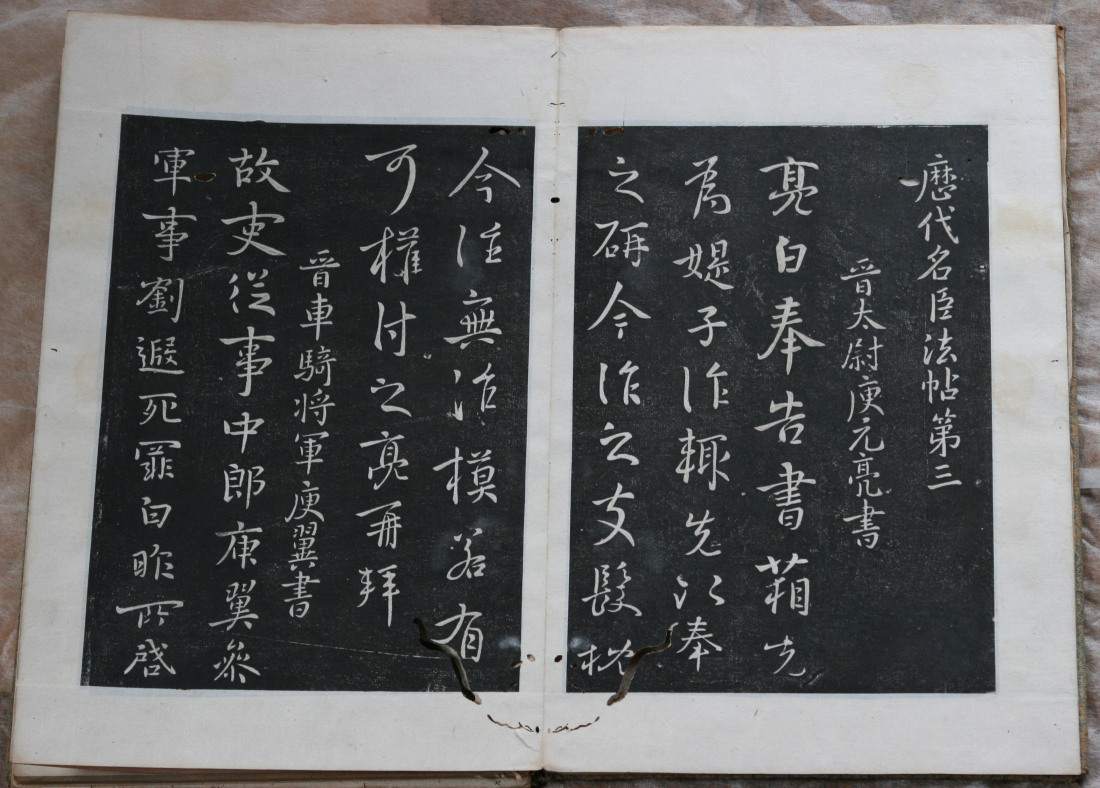
《淳化閣帖》庾翼（左）與庾亮（右）的手跡。

庾翼（305年—345年8月16日），字稚恭，颍川郡鄢陵县（今河南省许昌市鄢陵县）人。东晋將領和书法家，权臣庾亮和庾文君之弟，官至征西将军、荆州刺史，世称小庾、庾征西，庾小征西。

## 生平
庾翼風儀秀偉，少有經綸大略。咸和二年（327年），蘇峻之亂爆發，庾翼被庾亮指派白衣領數百人守備石頭城。但於次年蘇峻進攻建康時庾亮抵抗失敗，於是庾翼與庾懌和庾條隨庾亮逃到尋陽投靠溫嶠。
亂事平定後，受太尉府辟命，轉參軍，後遷任從事中郎。庾翼及後先任振威將軍、鄱陽太守，後轉建威將軍、西陽太守，任內安撫百姓，很得百姓歡心。咸康五年（339年），庾亮打算北伐，庾翼加輔國將軍，轉任南蠻校尉，假節領南郡太守，鎮守江陵。但於同年，後趙天王石虎因庾亮的軍事部署而派兵南侵，重鎮邾城被後趙軍攻陷，更圍困石城。庾翼此時屢設奇兵，偷偷將糧食軍需送入石城支援城內。及後竟陵太守李陽拒擊後趙軍，為石城解圍。庾翼因協助石城固守不失而封都亭侯。
次年，庾亮逝世，庾翼獲授都督江荊司雍梁益六州諸軍事，安西將軍、荊州刺史，假節，接替庾亮鎮守武昌。庾翼接手重任後努力不懈，令軍紀和地方管治都嚴明，數年就令官府和人民都財資充實，人們都稱許其才幹。而且歸心者不獨東晉臣民，連後趙黃河以南領地的人民都有歸附之心，建元元年（343年 ），後趙汝南太守戴開更率數千人請降。當時庾翼亦有北伐的大志，以平滅成漢和後趙為己任。更派使者聯結前燕和前涼預備一起出兵。同時，庾翼打算舉兵北伐，並想移鎮襄陽，但怕朝廷不許，於是在上表稱移鎮安陸。但康帝和朝中大臣多派人阻止，庾翼都不聽。庾翼違詔北行到夏口後再度上表，求鎮襄陽。朝廷最終加庾翼都督征討諸軍事，後更進庾翼為征西將軍，領南蠻校尉。
建元二年（344年），康帝和兄長庾冰先後逝世，庾翼回鎮夏口並接管庾冰的部眾。不久朝廷下詔庾翼再督江州並加領豫州刺史，庾翼於是修繕兵器軍備，積存糧食，準備之後舉兵北伐。後又派益州刺史周撫和西陽太守曹據討伐成漢，在江陽擊敗成漢將領李桓。
庾翼在永和元年（345年）患上背疽，病重時表次子庾爰之行輔國將軍、荊州刺史，代替自己的職位；又表司馬朱燾為南蠻校尉，以一千人守巴陵。七月庚午（8月16日），庾翼逝世，虚岁四十一。朝廷追贈車騎將軍，谥号肅侯。

## 家庭

### 夫人
- 刘静女，高平县刘绥之女[4]

### 子女
- 庾方之，長子。桓宣死後任義城太守，統領桓宣部眾。後被桓溫以劉惔領義城太守取代。
- 庾爰之，字仲真，小字園客[5]，次子。有父風，後被桓溫所廢。
- 庾女淑，嫁散骑侍郎陈郡谢攸。
- 庾氏，嫁中书侍郎陈郡袁邵[6]。

## 延伸阅读
[在维基数据编辑]
 《晉書·卷073》，出自房玄齡《晉書》